# Mini Countryman (2010)
La Mini Countryman (nome in codice R60) è un'autovettura compatta con carrozzeria di tipo SUV a 5 porte, realizzata dalla Mini a partire dal 2010. Nel 2017 è stata introdotta la seconda generazione di tale modello.

## Nome
Il termine "Countryman" risale alla Austin Mini; questa nomenclatura identificava la versione station wagon a tre porte della Mini.

## Storia e descrizione
La concept car della Countryman che l'ha anticipata, la Mini Crossover Concept, è stata presentata al Salone dell'automobile di Parigi nell'ottobre 2008.
La versione di serie della Countryman è stata presentata al Salone dell'automobile di Ginevra il 26 marzo 2010; si tratta del primo modello a 5 porte prodotto dal marchio Mini, con un'impostazione di tipo SUV. È una Mini anomala rispetto alle caratteristiche comuni del modello, supera infatti i 4 metri di lunghezza e presenta 5 porte. Per quanto concerne la trasmissione, viene proposta in 2 varianti: a trazione anteriore, o a trazione integrale ALL4, il cambio è manuale a 6 rapporti, le versioni più potenti in opzione possono essere equipaggiate con un cambio automatico.
La Countryman viene costruita presso gli stabilimenti della Magna Steyr di Graz, in Austria.
Il bagagliaio della Countryman ha una volumetria di 350 litri, che possono essere estesi a 450 litri spostando i sedili posteriori grazie al divano scorrevole e ripiegando completamente i sedili posteriori il volume totale passa a 1170 litri.

### Restyling 2014 (R60 LCI)

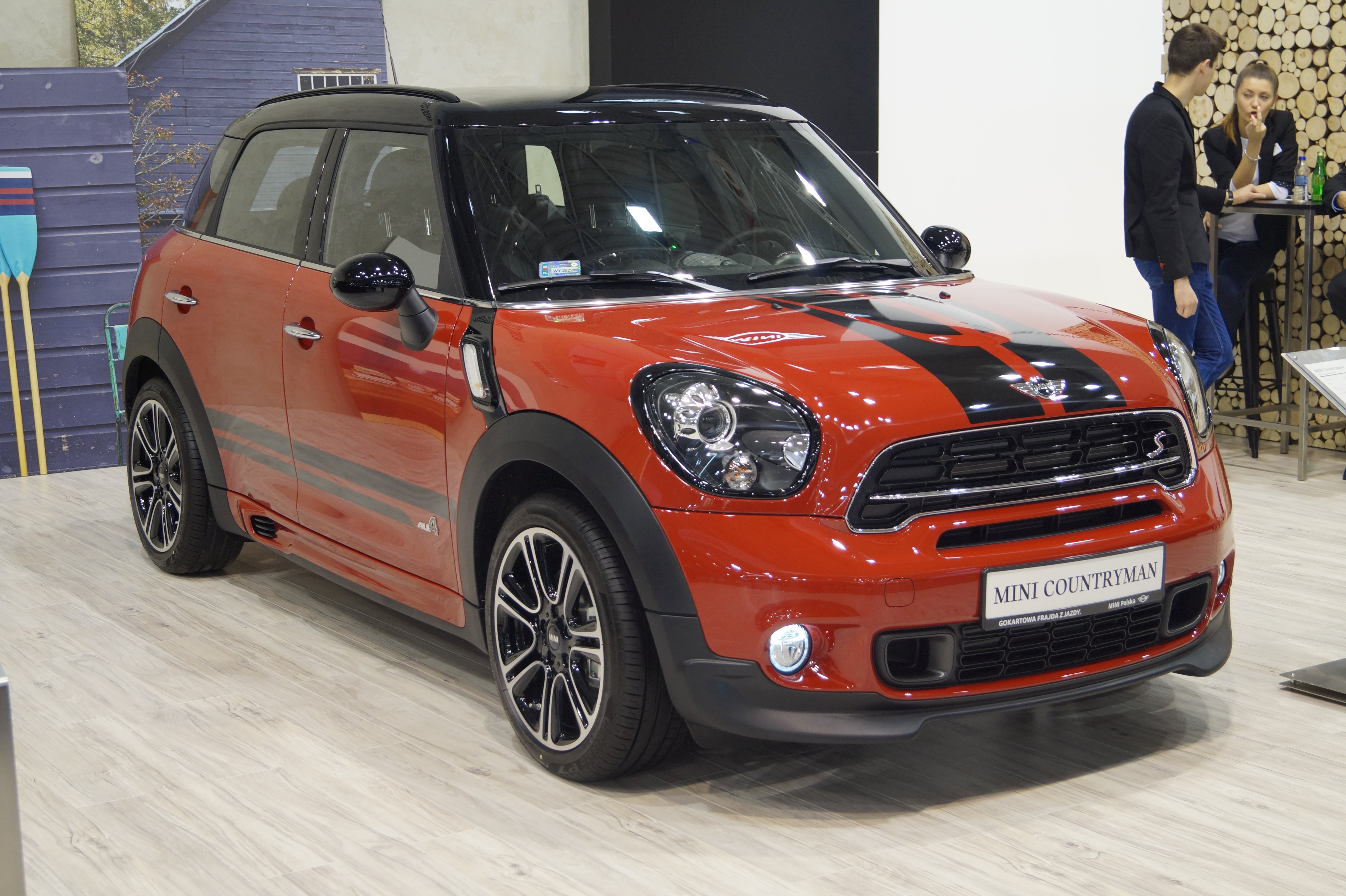
MINI Countryman Cooper S restyling del 2016

Un aggiornamento minore è stato introdotto sulla Countryman al salone di New York del 2014. I cambiamenti includono una nuova trama esagonale della griglia del radiatore, nuovi cerchi in lega, nuovi elementi di protezione in plastica grezza per la Cooper S Countryman ALL4, nuova profilatura inferiore di minigonne e paraurti, nuova trama interna dei fari anteriori e posteriori, nuove decalcomanie estetiche e inedite colorazioni per la carrozzeria.
Le vendita sono iniziate nel luglio 2014. Ora tutti i motori sono Euro 6 e la versione Cooper S è accreditata di 190 CV.
La dotazione di serie ora integra su tutte le versioni le luci diurne a Led posizionate nei fendinebbia dalla forma circolare e il controllo della pressione degli pneumatici.

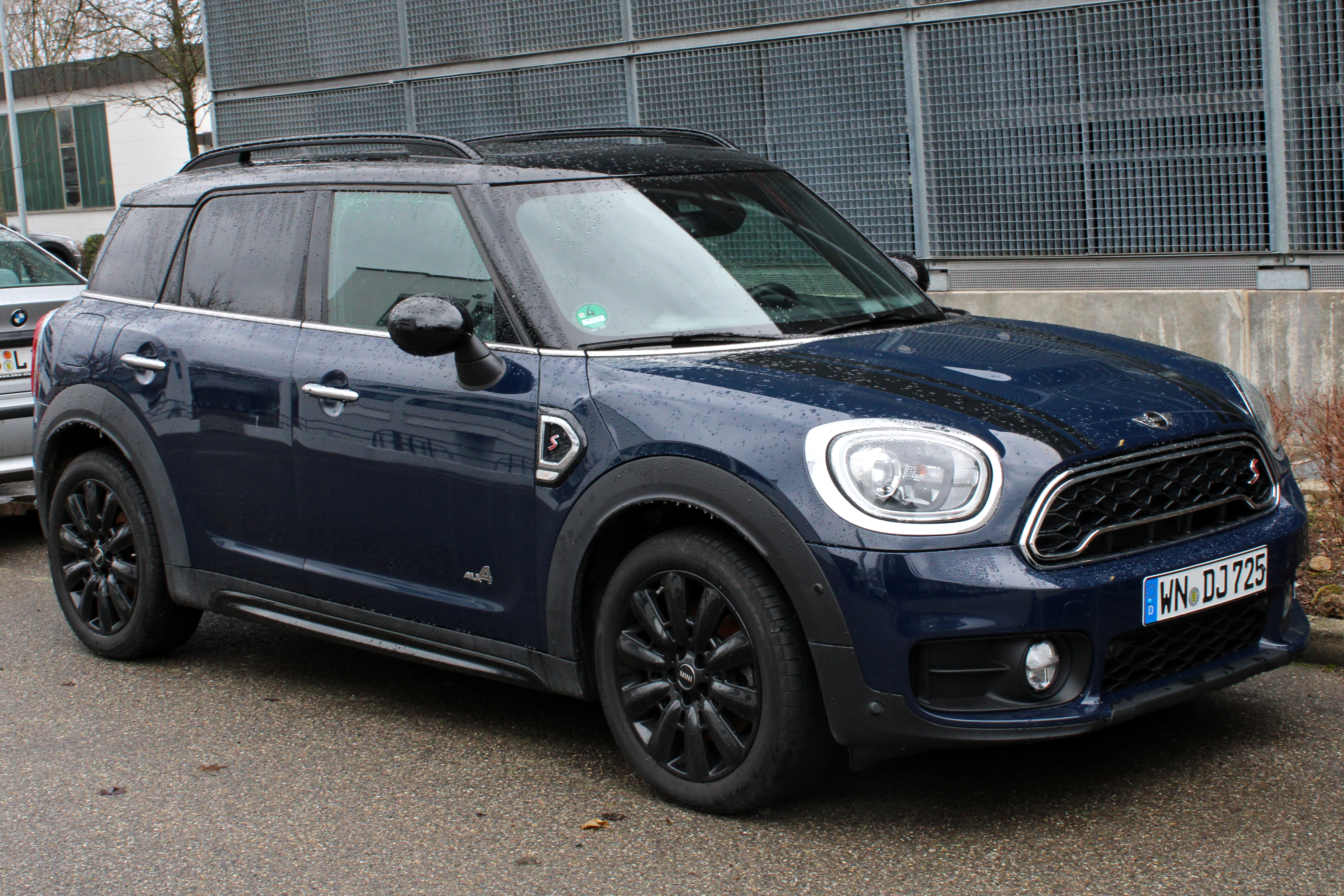
Mini Countryman F60 Cooper S del 2017

## Seconda generazione (F60; 2017-2024)
La seconda serie della Countryman (nome in codice F60) è stata presentata al Los Angeles Auto Show a novembre 2016, ed è in vendita dal febbraio 2017 in Europa.
Al lancio è disponibile in tre varianti: Cooper (FWD o ALL4), Cooper S (FWD o ALL4), e dal giugno 2017, la nuova Cooper SE ALL4 con propulsione ibrida plug-in. La nuova Countryman è di 20 centimetri più lunga rispetto alla prima generazione. La Countryman Cooper è alimentata da un motore 3 cilindri turbo, mentre la Cooper S è dotata di un 4 cilindri in linea turbo da 2,0 litri.

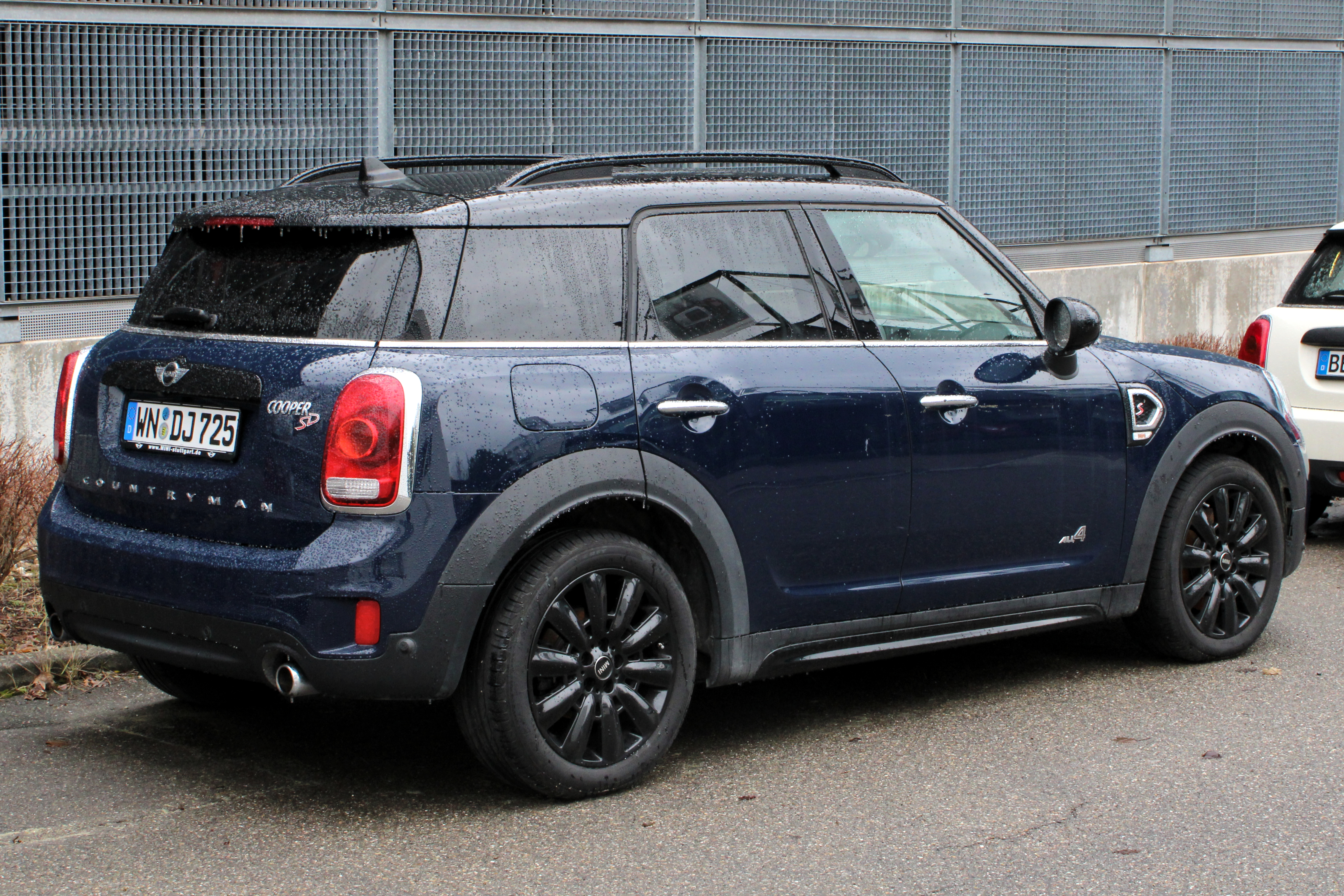
Vista posteriore

La Cooper SE è la prima vettura che unisce l'alimentazione elettrica a quella fossile della storia della casa britannica. Combina un'unità termica da 3 cilindri a benzina da 134 CV (100 kW) che muove l'asse anteriore e un motore elettrico sincrono da 88 CV (65 kW) che muove il retrotreno, producendo una potenza totale combinata di 221 CV (165 kW) con una coppia di 385 Nm; questo sistema è stato preso da un'altra vettura del gruppo BMW, la BMW 225xe Active Tourer. La vettura può viaggiare in modalità completamente elettrica per circa 40 chilometri e a una velocità massima di 125 km/h. La batteria agli ioni di litio ha una capacità di 7.6 kWh e può essere completamente ricaricata in 3,15 ore da una presa elettrica domestica. Il pacco batterie è posizionato direttamente di fronte al motore elettrico, sotto i sedili posteriori.

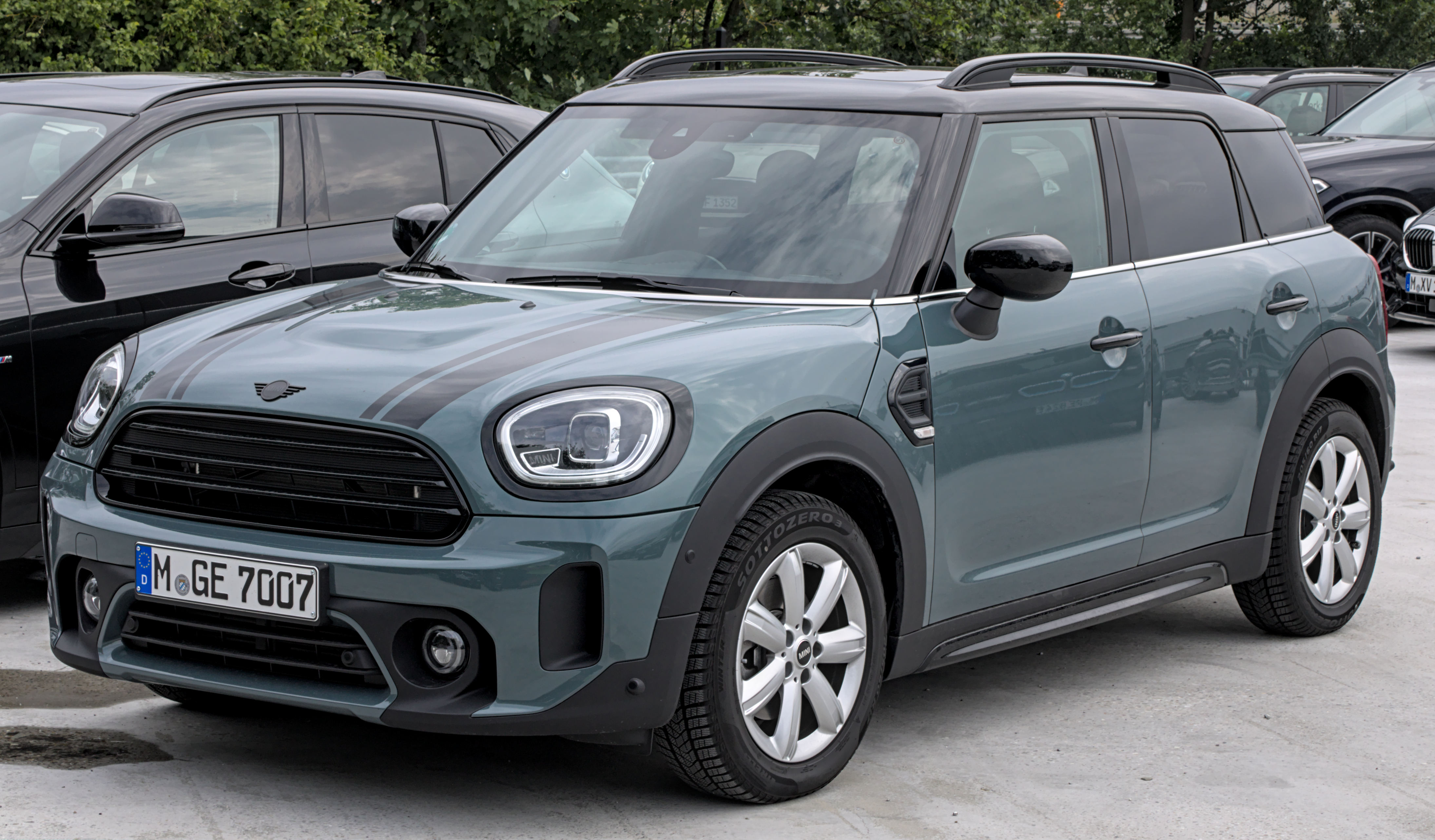
Countryman Restyling

Alla fine di maggio 2017 la vettura è stata sottoposta ai crash test dell'Euro NCAP, ottenendo 5 stelle.

### Restyling 2020
A fine 2020 è stato presentato il restyling della Mini Countryman: vi sono lievi differenze estetiche sul frontale e posteriore, con l’adozione del nuovo disegno dei fari che riprende la bandiera del Regno Unito, mentre gli interni subiscono un sostanziale aggiornamento, con il miglioramento di alcune finiture, l’adozione opzionale di un cruscotto digitale e la leva del cambio automatico shift-by-wire.

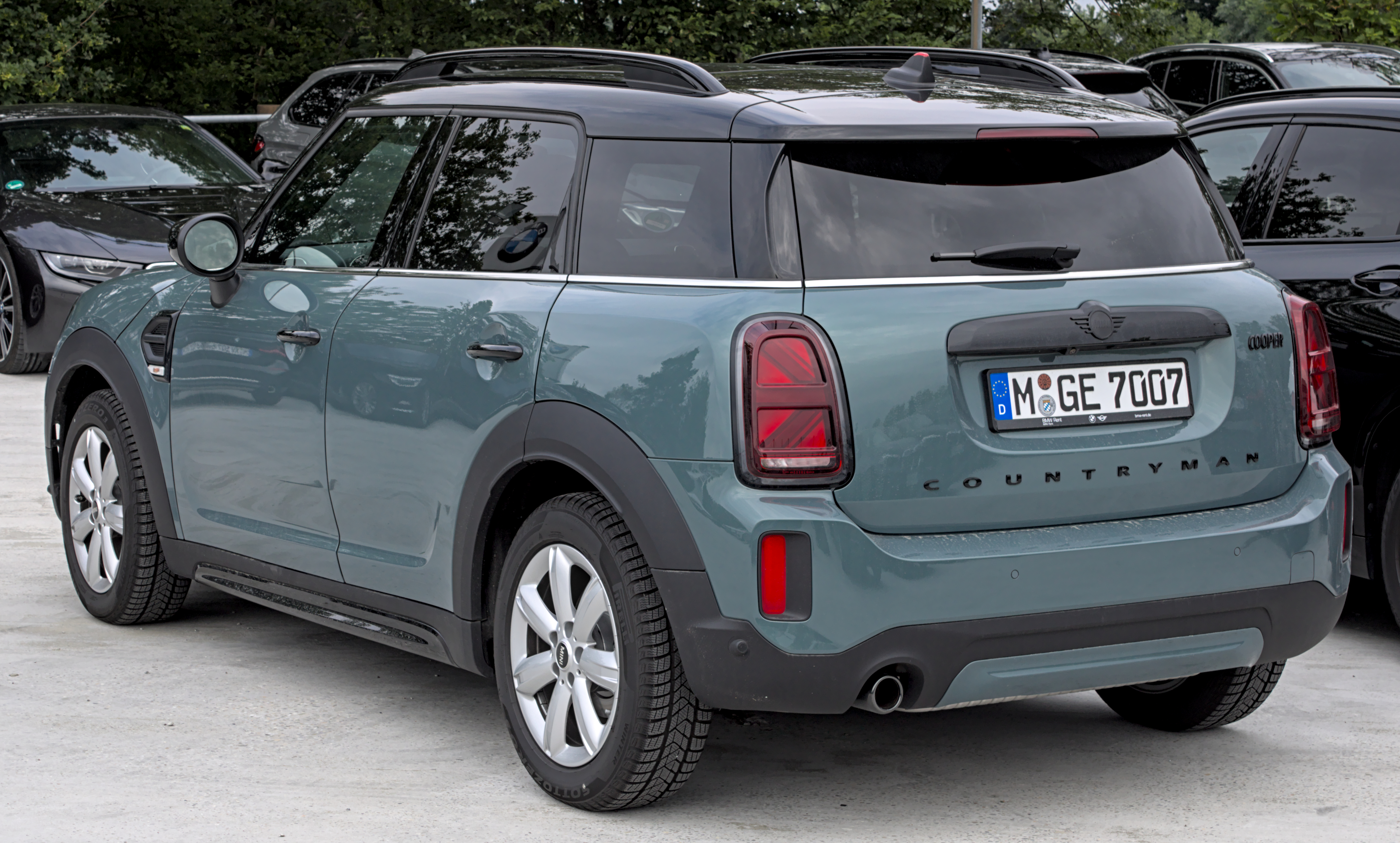
Countryman Restyling

Anche la gamma motori subisce un aggiornamento: rimangono invariati i motori turbo benzina 3 cilindri 1.5 delle versioni One, da 102 CV, e Cooper, da 136 CV, mentre il turbo 4 cilindri 2.0 della Cooper S passa da 192 a 178 CV. Sono a gasolio i turbo 3 cilindri 1.5, da 116 CV per la One D, e 4 cilindri 2.0: la Cooper D ha 150 CV, la Cooper SD offre 190 CV. La trazione integrale All4 è disponibile per le Cooper, Cooper S, Cooper D e Cooper SD, dotate a richiesta del cambio automatico Steptronic a 8 marce; le One e One D, oltre alle Cooper S e Cooper SD a trazione anteriore, possono avere l’automatico doppia frizione a 7 marce, mentre è sempre disponibile il manuale a 6 marce.

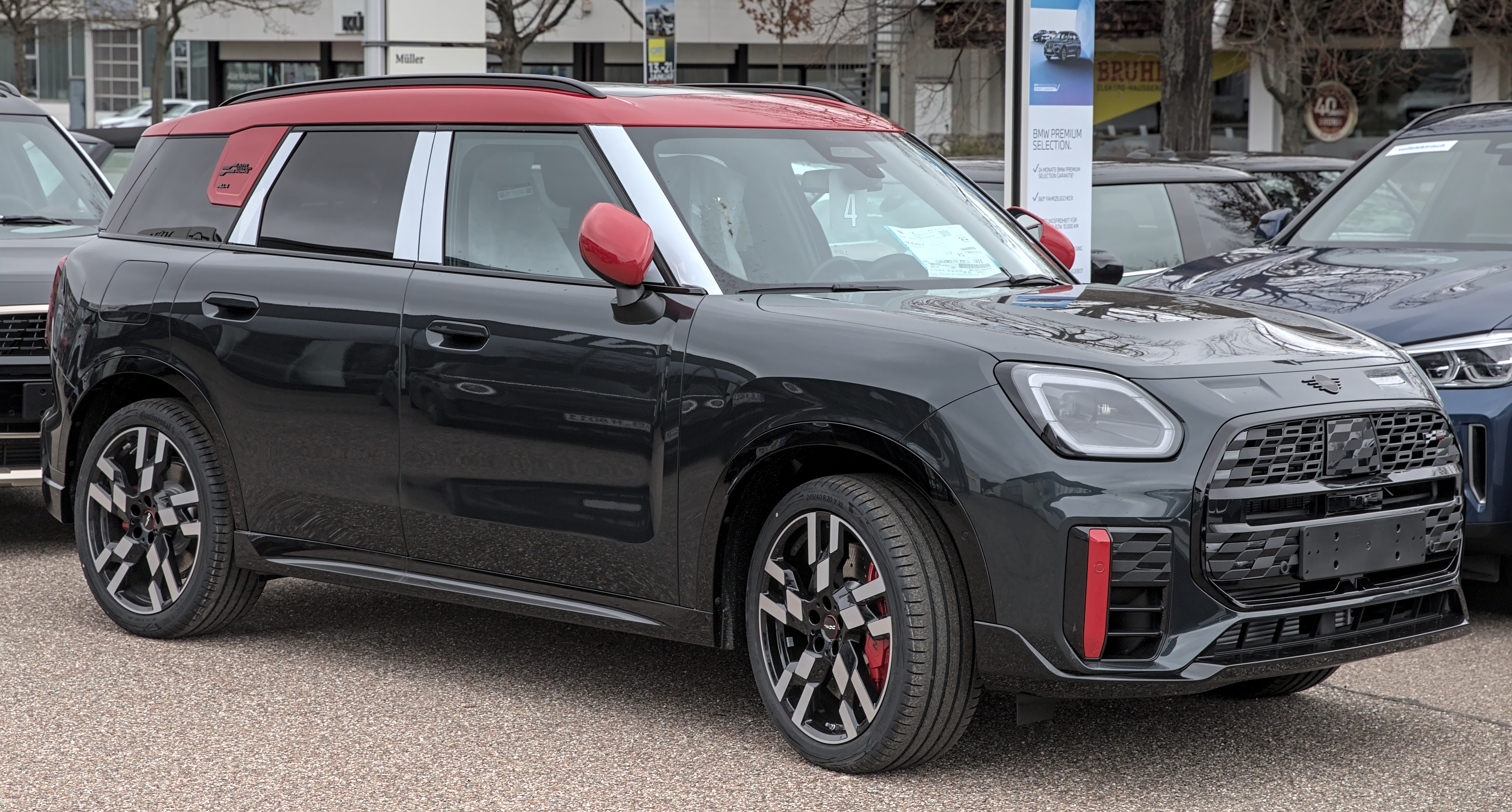
Countryman JCW III U25

Dal 2022, anche a causa della guerra in Ucraina che sta provocando difficoltà di approvvigionamento a livello globale, vengono temporaneamente eliminate tutte le versioni con cambio manuale, e il listino viene semplificato rimuovendo le versioni One e One D.

## Terza generazione (U25, dal 2023)
La Countryman di terza generazione è stata presentata il 1 settembre 2023; dotata di propulsori sia elettrici che a combustione interna, la versione di punta John Cooper Works Countryman è dotata di un motore a quattro cilindri turbo da 2,0 litri e del sistema di trazione integrale ALL4.

## Versioni e motorizzazioni
| Modello                                               | Motore                             | Cilindrata cm³     | Alimentazione                      | Potenza CV/rpm     | Coppia Nm/rpm      | Cambio/Nº rapporti | Massa a vuoto (kg) | Velocità max (km/h) | Acceler. 0–100 km/h | Consumo (l/100 km) | Emissioni CO2 (g/km) |
| Versioni a benzina                                    | Versioni a benzina                 | Versioni a benzina | Versioni a benzina                 | Versioni a benzina | Versioni a benzina | Versioni a benzina | Versioni a benzina | Versioni a benzina  | Versioni a benzina  | Versioni a benzina | Versioni a benzina   |
| ----------------------------------------------------- | ---------------------------------- | ------------------ | ---------------------------------- | ------------------ | ------------------ | ------------------ | ------------------ | ------------------- | ------------------- | ------------------ | -------------------- |
| One Countryman                                        | 4 cilindri in linea a benzina      | 1598               | /                                  | 98/6000            | 153/3000           | Manuale a 6 marce  | 1335               | 175                 | 12"7                | 5,9                | 137                  |
| Cooper Countryman                                     | 4 cilindri in linea a benzina      | 1598               | /                                  | 122/6000           | 160/4250           | Manuale a 6 marce  | 1335               | 190                 | 10"5                | 6,1                | 142                  |
| Cooper S Countryman                                   | 4 cilindri in linea a benzina      | 1598               | Turbocompresso a iniezione diretta | 184/5500           | 240/1600–5000      | Manuale a 6 marce  | 1385–1450          | 209–215             | 7"6 – 7"8           | 6,3 – 6,7          | 146–157              |
| Versioni a gasolio                                    |                                    |                    |                                    |                    |                    |                    |                    |                     |                     |                    |                      |
| One D Countryman                                      | 4 cilindri in linea a ciclo Diesel | 15601              | Turbocompresso common rail         | 90/4000            | 215/1750–2500      | Manuale a 6 marce  | 1365               | 170                 | 13"2                | 4,3                | 113                  |
| Cooper D Countryman                                   | 4 cilindri in linea a ciclo Diesel | 15601              | Turbocompresso common rail         | 112/4000           | 270/1750–2250      | Manuale a 6 marce  | 1385–1405          | 180–185             | 10"9 – 11"6         | 4,4–4,9            | 115–129              |
| Cooper SD Countryman                                  | 4 cilindri in linea a ciclo Diesel | 1995               | Turbocompresso common rail         | 143/4000           | 305/1750–2700      | Manuale a 6 marce  | 1395–1570          | 195–198             | 9"3–9"4             | 4,6–4,9            | 122–130              |
| Note: 1Dal 2011 sostituite dalla versione da 1598 cm³ |                                    |                    |                                    |                    |                    |                    |                    |                     |                     |                    |                      |

## Versioni da competizione

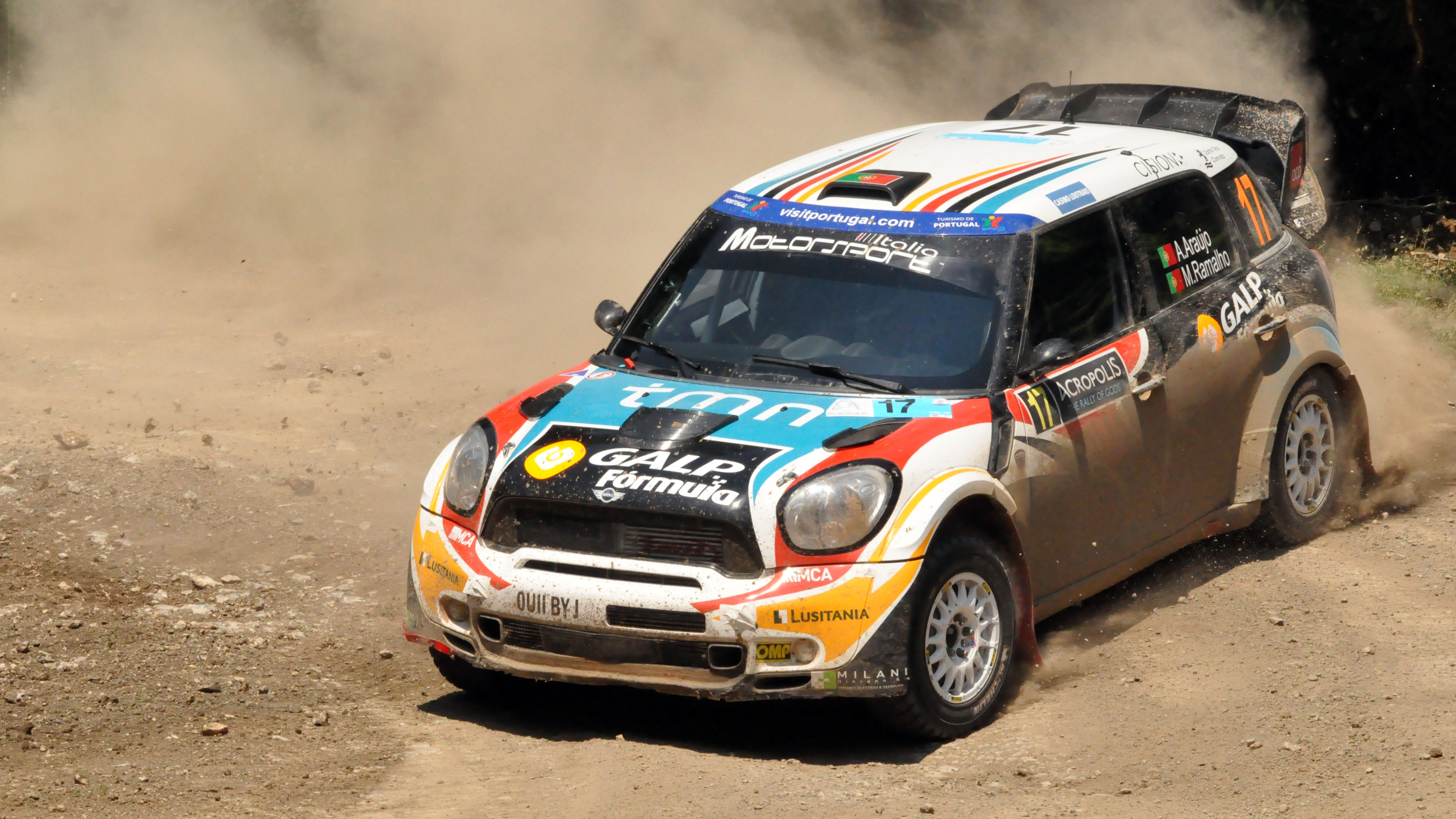
Una Mini John Cooper Works WRC impegnata nel mondiale 2011

La Mini John Cooper Works WRC, versione WRC della Countryman, è stata impegnata nel Campionato del mondo rally dal 2011, dov'è portata in pista dalla Prodrive. La versione a trazione integrale della Countryman, la Mini ALL4 Racing, è invece contemporaneamente impiegata dal team X-raid prevalentemente nei Rally raid.

### Palmarès
2011
- all'Abu Dhabi Desert Challenge con Stéphane Peterhansel (aprile)
- al Silk Way Rally con Stéphane Peterhansel (luglio)
- al Baja Portalegre 500 con Filipe Campos (ottobre)[14]